# 穆萨·叶夫洛耶夫
穆萨·吉拉尼耶维奇·叶夫洛耶夫（俄语：Муса́ Гила́ниевич Евло́ев，1993年3月31日—）是一名俄罗斯古典式摔跤运动员， 2020年奥运会冠军，两届世界冠军，俄罗斯锦标赛冠军和奖牌获得者，两届欧洲冠军，欧洲国家杯冠军冠军、世界杯冠军、俄罗斯荣誉体育大师。